# Hydrocotyloideae
Hydrocotyloideae Thorne ex P.Royen, 1983 è una sottofamiglia  di piante della famiglia Araliaceae.

## Tassonomia
In passato questa sottofamiglia veniva inclusa tra le Apiaceae e le erano assegnati 42 generi. A seguito di analisi filogenetica, la maggior parte di essi è attualmente assegnata ad altri raggruppamenti.
Attualmente (giugno 2024) la sottofamiglia include i seguenti generi:
- Hydrocotyle L., 1753
- Trachymene Rudge, 1810